# Gustav Korell
Johannes Gustav Korell (* 17. November 1871 in Leusel; † 18. März 1935 in Angenrod) war ein hessischer Politiker (Bund der Landwirte) und ehemaliger Abgeordneter der 2. Kammer der Landstände des Großherzogtums Hessen.

## Familie und Beruf
Gustav Korell war der Sohn des Landwirts und Bürgermeisters Johann Heinrich Korell und dessen Frau Katharina geborene Weitzel. Er heiratete am 1. Februar 1894 in Angenrod Emma Pfannenstiel (* 1874) und war evangelischer Konfession. Er arbeitete als Landwirt und Gutspächter in Leusel bzw. Angenrod und wurde zum Ökonomierat ernannt.

## Politik
Gustav Korell gehörte dem Bund der Landwirte an und war in dieser Partei Provinzial- und Landesvorsitzender. 1904 bis 1906 war er Bürgermeister in Leusel, 1927 bis zur Machtergreifung der Nationalsozialisten Bürgermeister in Angenrod.
In der 30. und 36. Wahlperiode (1899–1918) war er Abgeordneter der zweiten Kammer der Landstände des Großherzogtums Hessen. In den Landständen vertrat er den Wahlbezirk Oberhessen 8/Alsfeld-Land. 1908 bis 1918 war er stellvertretender Landtagspräsident.